# خوان جبريل مالدونادو
خوان جبريل مالدونادو (بالإسبانية: Juan Gabriel Maldonado)‏ (18 مايو 1990 بأسونسيون في باراغواي - ) هو مدرب كرة قدم ولاعب كرة قدم باراغواياني في مركز الهجوم. لعب مع سيرو بورتينيو.

## وصلات خارجية
- خوان جبريل مالدونادو على موقع قاعدة بيانات كرة القدم.إي يو (الإنجليزية)